# Блаженний
Блаженний — людина, яка сподобалася пізнати благо, благодать Божу, місцевий святий у православних християн і католиків. Блаженний, як і святий, вказує на те, що людина перебуває в Царстві небесному поблизу престола Господа Бога і, отже, може заступатися перед Богом у Троїці славним за грішних людей.
У християнстві блаженними можуть бути іноки й миряни. Зазвичай їх визнають такими після збору свідчень про їхнє життя та подвиги во славу Божу, про Божу поміч і благодать з ними пов'язані. Як приклад недавно проголосили блаженним спочилого духовного лідера християн-римокатоликів Івана Павла ІІ.
Беатифікація — акт зарахування особи до лику блаженних. Визнана офіційною категорією канонічного права папою Урбаном VIII у 1653 році. З VIII століття право беатифікації належить винятково Папі Римському.

## Блаженні РКЦвУ
Львівська архідієцезія:
- Яків Стрепа
- Марта Вецька
- Марцеліна Даровська

Луцька дієцезія:
- Іоанн Бейзим
- Владислав Буковинський

## Блаженні УГКЦ
Обряд беатифікації Новомучеників УГКЦ відбувся 27 червня 2001 р. у м. Львові під час Святої Літургії у візантійському обряді за участі Івана Павла ІІ.

## БлаженніМГКЄ
- Теодор (Ромжа)

## Блаженні, пов'язані з Україною
Блаженні, пов'язані з Україною — це Блаженні, які мають відношення до України, але чия прослава почалася не в українських єпархіях католицької церкви.
- Графиня Роза Чацька.[джерело?]
- Броніслава Одровонж[джерело?]
- Чеслав Одровонж[джерело?]
- Михаїл Возняк[джерело?]
- Едвард Ґримала[джерело?]
- Едігна — дочка короля Франції Генріха І й Анни Ярославни, онучка Великого князя Київського Ярослава Мудрого.
- Іоланта — праправнучка української княжни Єфросинії, доньки Великого князя Київського Мстислава Великого, рідна тітка Короля Русі Юрія І.
- Карл I — імператор Австро-Угорщини.
- Констанція — праправнучка української княжни Єфросинії, доньки Великого князя Київського Мстислава Великого.
- Марія Антоніна Кратохвіль
- Людвіг IV — чоловік Єлизавети, доньки Андрія Галицького, Короля Угорщини і Русі.
- Гертруда Альденбергська[en] — Принцеса Русі.[джерело?]
- Саломея — дружина угорсько-руського принца Коломана.
- Іоанн Франциск Чарторийський